# Bertuccio
Bertuccio (Venezia, circa 1270 – Venezia, circa 1330) è stato un orafo italiano, e fonditore in bronzo.

## Biografia

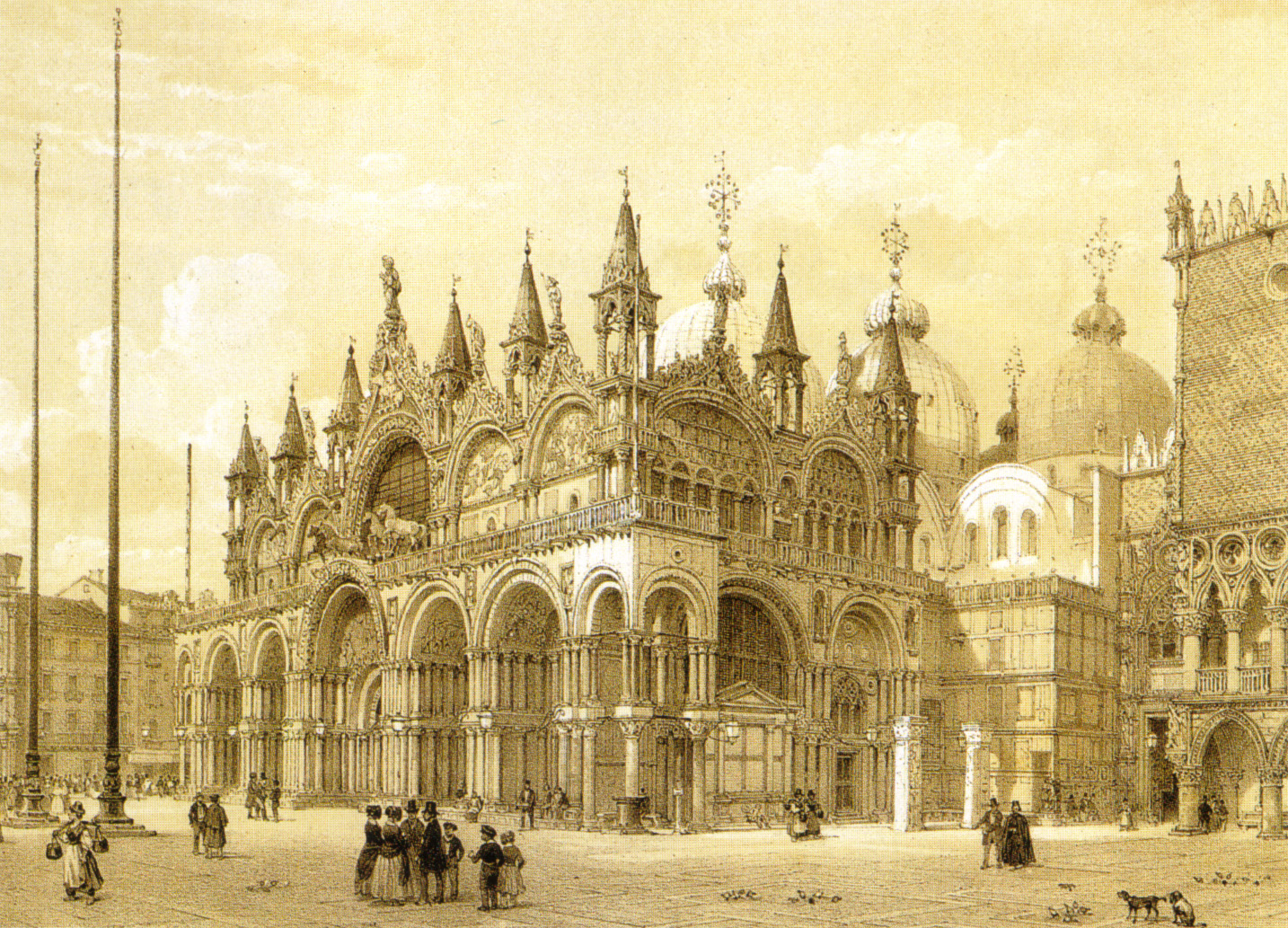
La basilica di San Marco e la piazza, in una stampa del XIX secolo

Bertuccio nacque a Venezia intorno al 1270.
Bertuccio firmò, aggiungendovi la data 1300, la sua opera eseguita in piazza San Marco; fuse i battenti a maglia di archetti sovrapposti della seconda porta laterale di sinistra in bronzo della facciata di San Marco, sul lato dell'Orologio, che è uguale alla porta di destra.
La porta, recante la scritta «MCCC Magister Bertucius aurifex Venetus me fecit», è a grata entro una cornice decorata con piccole mezze figure di stile bizantineggiante e con rosette, mentre il battente è costituito da una testa leonina.
Opera di un elegante classicismo, è una transenna, decorata con calchi di frammenti antichi e di rilievi di stile bizantino.
A Bertuccio si attribuisce anche un rilievo in marmo ora sulla parete esterna della chiesa e che inizialmente doveva trovarsi probabilmente sull'altare della cappella del Santissimo Sacramento.